# منعكس تاجي
المُنعكس التاجي (Coronary reflex) هو تغيّر القُطر التاجي استجابةً للتحفيز الكيميائي أو العصبي أو الميكانيكي للشرايين التاجية.
ويتم تحفيز رد الفعل التاجي بشكلٍ مختلف عن بقية الجهاز الوعائي.

## أسباب انقباضالشريان التاجي

### كيميائية
- إن-نيترو إل-أرجنين (N-nitro L-arginine)
- إندوميثاسين (indomethacin)
- غليبينكلاميد (glibenclamide)
- كلوريد رُباعي إيثيل الأمونيوم (tetraethylammonium chloride)
- الكافيين

### أخرى
- الزكام (البرد)

## أسباب انبساطالشريان التاجي
تعاطي الكوكايين بشكلٍ متكرر يمكن أن يتسبب في تشنّج الشريان التاجي، مما يؤدي إلى نوبة قلبية بشكلٍ تلقائي.

### كيميائية
- (فيرسيد) (Versed) (ميدازولام (Midazolam)): وهو موسع تاجي. في وجود الميدازولام، لا يتأثر الاتساع بأي من إن-نيترو إل-أرجينين أو الإندوميثاسين أو غليبينكلاميد.
- يضعف تأثير الميدازولام المُوسّع للأوعية بشكلٍ تابع لجرعة كلوريد رُباعي إيثيل الأمونيوم المثبط للقناة الكبيرة لأيون البوتاسيوم الموجب المُنشَّطة بالكالسيوم (BKCa K+ channel) (وهي قناة أيون بوتاسيوم موجب عالية التوصيلية حساسة لأيون الكالسيوم الموجب) [1]
- وقد أظهر الإستروجين قدرة على إبطال الانقباض التاجي غير الطبيعي الذي يسببه البرد.[2]